# Hans Graf (Fußballspieler, 1923)
Hans Wilhelm Graf (* 6. August 1923 in Köln; † 23. Juni 1977 ebenda) war ein deutscher Fußballspieler. Er war seit der Gründung des 1. FC Köln bis zum Jahr 1958 neben Hans Schäfer und Hennes Weisweiler einer der Leistungsträger. Ab 1951 bis 1958 war Hans Graf Mannschaftskapitän des 1. FC Köln.

## Leben
Bevor Hans Graf zum Fußball kam, spielte er Tennis und nahm u. a. an der Deutschen Jugendmeisterschaft teil. Eher zufällig nahm ihn ein beim Kölner Stadtteilverein Bayenthaler SV spielender Freund mit zum Fußball. Bis zur ersten Mannschaft durchlief er bei den Bayenthalern alle Jugendteams und entwickelte sich zu einem Mittelstürmer. Nach einem kurzen Gastspiel beim VfL Köln 1899 kam er 1948/49 zum 1. FC Köln.
Bei den „Geißböcken“ war er Verteidiger, aber auch als linker Läufer einsetzbar. Zusammen mit Stefan Langen und Frans de Munck bildete er über viele Jahre die Standardabwehr der Kölner.
Im Sommer 1958 beendete Hans Graf nach 10 Jahren und 246 Spielen für den 1. FC Köln seine fußballerische Laufbahn. Von seinem Vater Johann hatte er bereits zu seiner aktiven Zeit auf der Luxemburger Straße in Köln ein Fachgeschäft für Reifen und Autozubehör übernommen, das er weiterführte.
Hans Graf hinterließ zwei Kinder aus zwei Ehen. 1955 hatte er in zweiter Ehe Katharina Lentz geheiratet. Er verstarb im Alter von 53 Jahren in einem Kölner Krankenhaus.

## Stationen als Spieler
- Bayernthaler SV
- VfL Köln 1899
- 1948–1958 1. FC Köln

## Statistik
- Landesliga
24 Spiele; 15 Tore
- Oberliga West
199 Spiele; 7 Spiele
- Endrunde um Deutsche Meisterschaft
8 Spiele
- Westdeutscher Pokal
7 Spiele
- DFB-Pokal
5 Spiele

## Erfolge
- 1949 Aufstieg in die Oberliga West
- 1953 Westdeutscher Pokalsieger
- 1954 Westdeutscher Meister
- 1954 DFB-Pokal-Finale